# Wanjinshan
Wanjinshan (kinesiska: 万金山, 万金山乡) är en socken i Kina. Den ligger i provinsen Heilongjiang, i den nordöstra delen av landet, omkring 440 kilometer öster om provinshuvudstaden Harbin. Antalet invånare är 15 929. Befolkningen består av 7 865 kvinnor och 8 064 män. Barn under 15 år utgör 13,0 %, vuxna 15-64 år 79 %, och äldre över 65 år 6,0 %.
Genomsnittlig årsnederbörd är 874 millimeter. Den regnigaste månaden är juli, med i genomsnitt 187 mm nederbörd, och den torraste är januari, med 7 mm nederbörd.